# Гай Елий
Гай Елий (на латински: Gaius Aelius) е политик на Римската република през началото на 3 век пр.н.е. Произлиза от плебейската фамилия Елии.
През 285 пр.н.е. Гай Елий е народен трибун. Консули тази година са Гай Клавдий Канина и Марк Емилий Лепид.